# Pinos Genil
Pinos Genil település Spanyolországban, Granada tartományban. Pinos Genil Cenes de la Vega, Granada, Dúdar, Güéjar Sierra és Monachil községekkel határos. Lakosainak száma 1638 fő (2024).

## Népesség
A település népessége az elmúlt években az alábbi módon változott:
| Lakosok száma | 1200 | 1240 | 1252 | 1262 | 1363 | 1407 | 1430 | 1457 | 1518 | 1638 |
|               | 2001 | 2004 | 2006 | 2009 | 2011 | 2014 | 2016 | 2019 | 2021 | 2024 |